# 小行星4914
小行星4914（英語：4914 Pardina）是一颗围绕太阳公转的小行星。1969年4月9日，菲利克斯·阿圭勒天文台在圣胡安省发现了此天体。
这颗小行星的绝对星等为151.9387225152326等。